# Karl Theodor Jacob
Karl Theodor Jacob (* 15. Januar 1908 in Kaiserslautern; † 19. Juli 1980 in Ramsau bei Berchtesgaden) war ein deutscher Politiker der CSU. Er war Landrat der einstigen Landkreise Lohr am Main und Berchtesgaden sowie erster Präsident der Bayerischen Landesbank.

## Leben und Wirken
Karl Theodor Jacob war Sohn eines Gefängnisdirektors und Enkel des bayerischen Landtagsabgeordneten Johann Wilhelm Jacob. Als Jurist erst Regierungsassessor, dann Regierungsrat bzw. „Badkommissar“ an der Landratsaußenstelle Bad Reichenhall, wurde er anschließend von der jeweiligen Bezirksregierung, entsprechend der aus dem Königreich und der Weimarer Republik übernommenen Regelung, zuerst zum Landrat des Landkreises Lohr am Main und im Mai 1944 zum Landrat für den Landkreis Berchtesgaden ernannt.
Seit seiner Berufung zum Landrat in Berchtesgaden und der absehbaren Besetzung durch die Alliierten suchte Jacob sinnlose, lebensgefährdende Verteidigungsaktionen zu verhindern. Zudem wehrte er die Auslagerung von Rüstungsindustrie in die Region ab und ließ stattdessen Lazarette in den Landkreis verlegen. Die Verlegung weiterer Wehrmachtsstellen in den Landkreis vermochte er jedoch nicht zu verhindern. Seine größte Befürchtung, nämlich dass das Führerhauptquartier ins Führersperrgebiet Obersalzberg verlegt werden könnte, wurde kurz vor Kriegsende durch den gezielten Angriff der Royal Air Force auf Obersalzberg am 25. April 1945 gegenstandslos. Die SS verließ Obersalzberg, und auch die zahlreich im Landkreis vertretenen hohen Stabsoffiziere zogen in Richtung Pinzgau ab. Vor Ort blieb allerdings noch der später als Kriegsverbrecher verurteilte NSDAP-Kreisleiter Bernhard Stredele, der weiterhin entschieden für Abwehrkämpfe in Berchtesgaden eintrat. Die von ihm intendierte Festnahme von Jacob scheiterte, da in seiner Wohnung anstelle Jacobs versehentlich dessen Schwiegervater gefangen genommen wurde. Am 4. Mai 1945 ließ Jacob ein Flugblatt drucken, das die Bevölkerung aufforderte, keinen Widerstand gegen die Besatzung zu leisten. Noch am selben Tag übergab er den amerikanischen Truppen auf der Straße zwischen Hallthurm und Berchtesgaden den südlichen Teil des Landkreises. Als Dolmetscher diente ihm hierbei der Rechtsreferendar und spätere Landrat Rudolf Müller. Von der amerikanischen Militärregierung wurde er dann vorerst im Amt bestätigt, aber im Juli 1945 auf deren Anordnung von Wilhelm Walter abgelöst. Dem folgten wiederum in kurzer Folge Ernst Mendrzyk und Leopold Schmitt nach. Schmitt wurde später auch vom frisch installierten Kreistag im Amt bestätigt. Am 25. April 1948 berief der erstmals demokratisch von der Bevölkerung gewählte Kreistag erneut Jacob zum Landrat. Im Anschluss an diese vierjährige Amtszeit wurde er, nun jeweils für einen Sechs-Jahres-Turnus, noch zwei Mal direkt durch die Kreisbürger mit Stimmenanteilen von über 95 Prozent in seinem Amt bestätigt, das er bis 1964 innehatte.
Jacob bemühte sich nach dem Krieg um die Wiederbelebung des regionalen Kunsthandwerks. So belebte er die 1924 gegründete „Bauernkunstgenossenschaft“ mit Sitz in der Schnitzschule als Berchtesgadener Handwerkskunst wieder, die seitdem als Eigenbetrieb des Landkreises für den Vertrieb der Berchtesgadener War zuständig ist. Bei den geeigneten Berchtesgadener Bauwerken aus der Zeit des Nationalsozialismus setzte er sich für deren touristische Nutzung ein. So verhinderte er die geplante Sprengung des Kehlsteinhauses und trieb die Fertigstellung der Roßfeldhöhenringstraße sowie den Verkauf der ehemals durch die Nationalsozialisten genutzten Berchtesgadener Hotelliegenschaften an Steigenberger voran. Den Freistaat Bayern bewegte er später dazu, den Nießbrauch am Kehlsteinhaus in die gemeinnützige Berchtesgadener Landesstiftung einzubringen.
Nach seiner Tätigkeit als Landrat war er ab 1969 Präsident der Bayerischen Gemeindebank Girozentrale, von 1972 bis 1976 erster Präsident der Bayerischen Landesbank.
Jacob war verheiratet und hatte einen Sohn und zwei Töchter.
Karl Theodor Jacob verstarb als Trauergast während der Beerdigung des Großindustriellen Willy Schlieker auf dem Ramsauer Bergfriedhof und wurde dann selbst auf dem Bergfriedhof in Schönau am Königssee beerdigt.

## Ehrungen
Jacob wurde im Juni 1945 die Ehrenbürgerwürde des Marktes Berchtesgaden verliehen, im April 1946 aber wieder aberkannt und am 26. April 1955 erneut und damit endgültig verliehen. Im Jahr 1962 wurde er mit dem Bayerischen Verdienstorden und 1978 mit dem Großen Verdienstkreuz mit Stern und Schulterband der Bundesrepublik Deutschland ausgezeichnet.